# Aeroportul Internațional Lemnos
Aeroportul Internațional Lemnos (IATA: LXS, ICAO: LGLM) este un aeroport din Egeea de Nord, Administrația descentralizată a Mării Egee⁠⁠(d), Grecia ce deservește zona Lemnos. Aeroportul a fost tranzitat în 2022 de 124.089 de pasageri. A fost deschis în 1959 și numit după Hefaistos.
Situat la o altitudine de 4 m, aeroportul dispune de 1 pistă. Este operat de Hellenic Civil Aviation Authority⁠(d).

## Infrastructură

### Piste
Aeroportul dispune de o singură pistă. Pista are orientarea 04/22.